# Christiaan Frederik Beyers
Christiaan Frederik Beyers (Banhoek, Stellenbosch, 23 september 1869 - Vaalrivier, 8 december 1914) was een Boerengeneraal tijdens de Tweede Boerenoorlog en een van de leiders van de mislukte Maritz-rebellie in 1914.

## Levensloop
Beyers groeide op in de Britse Kaapkolonie en begon in 1889 een rechtspraktijk in Boksburg in de Zuid-Afrikaansche Republiek. Tijdens de Boerenoorlog schopte hij het tot commandant van een regiment bittereinders.
Hij werd door soldaat Deneys Reitz omschreven als een dappere, maar fanatiek religieuze man die geen gelegenheid voorbij liet gaan om kerkdiensten te houden.
Met de uitbraak van de Eerste Wereldoorlog in 1914 stapte hij op als commandant-generaal omdat hij het niet eens was met het regeringsbesluit van de Unie van Zuid-Afrika om Duits-Zuidwest-Afrika binnen te vallen. Op 15 september reisde hij met generaal Koos de la Rey naar generaal Jan Kemp om over de situatie te vergaderen, maar na het negeren van een wegblokkade kwam hun auto onder vuur en werd De la Rey doodgeschoten. Kort daarna stond hij op als een van de leiders van de anti-Britse Maritz-rebellie.
Op 8 december werd zijn rebellenmacht door regeringstroepen ingesloten en sloeg Beyers met de soldaat Jan Pieterse uit Bothaville op de vlucht door de Vaalrivier over te zwemmen. Nadat Pieterse verdronk, besloot Beyers terug naar de kant te zwemmen, waar zijn mannen zich hadden overgeven. Tijdens zijn terugkeer klonk er een schot en verdween Beyers plots onder water; twee dagen later werd zijn lijk gevonden en bleek hij nooit door een kogel geraakt te zijn.